# Gare de Seloignes
La gare de Seloignes (anciennement Seloignes-Monceau) est une ancienne gare ferroviaire belge de la ligne 156, de Hastière à Anor située sur la commune de Chimay, en région wallonne dans la province de Hainaut. Elle desservait le village de Seloignes, ancienne commune rattachée à celle de Momignies.
Mise en service en 1886 par la Compagnie de Chimay, elle ferme en 1954.

## Situation ferroviaire
La gare de Seloignes se trouvait au point kilométrique (PK) 50,0 de la ligne 156, de Hermeton-sur-Meuse (Hastière) à Anor (France), via Mariembourg et Chimay entre la gare de Villers-la-Tour et la halte de Macon.

## Histoire
La Société anonyme du chemin de fer de Mariembourg à Chimay (Compagnie de Chimay) met en service la section de Chimay à Momignies en 1859, il n'y a alors pas de gare entre Villers-la-Tour et Momignies.
Les points d'arrêt de Seloignes-Monceau et Macon sont inaugurés en 1886. Situé à mi-chemin entre les villages de Seloignes et Monceau-Imbrechies, le point d'arrêt devient une station en 1892.
La section de Chimay à Momignies ferme aux voyageurs le 15 novembre 1953, la gare restant desservie par des trains de marchandises. Elle est renommée Seloignes en 1978.
La desserte marchandises est finalement supprimée en 1984 sur cette section. Le CFV3V rétablit une desserte marchandises en 1989, en plus des trains touristiques qui circulent depuis 1987. En 1999, la ligne ferme définitivement. Les rails entre Mariembourg et Momignies sont retirés en 2011 et remplacés par un RAVeL.

## Patrimoine ferroviaire
Le bâtiment des voyageurs datant de 1892 n'existe plus. Il s'agissait d'une construction atypique par rapport aux autres gares de la ligne. Peut-être inspiré des bâtiments de halte de la Compagnie des chemins de fer du Nord, il s'agissait d'un étroit édifice de trois travées flanqué par deux petites ailes basses à toit plat.
Une maison de garde, située de l'autre côté du passage à niveau, a été reconvertie en habitation. Du temps de la gare, elle a servi de bascule publique (pour peser les marchandises) et de local pour le téléphone.